# Luciobarbus sclateri
Luciobarbus sclateri är en fiskart som först beskrevs av Günther, 1868.  Luciobarbus sclateri ingår i släktet Luciobarbus och familjen karpfiskar. IUCN kategoriserar arten globalt som livskraftig. Inga underarter finns listade i Catalogue of Life.